# Жаль кохання (полька)
«Жа́ль коха́ння» (чеськ. Škoda lásky, [ˈʃkoda ˈlaːskɪ], тобто жаль втраченої любові) — популярна пісня, танець полька, один з найвідоміших чеських шлягерів XX століття, музику до якого написав чеський композитор Яромир Вейвода. В українському перекладі ця пісня має назву «Не верну́ться роки́ мої молоді́».

## Історія пісні
У травні 1927 році чеський композитор і капельмейстер оркестру Яромир Вейвода із містечка Збраслава (тепер округ Праги) створив інструментальну композицію з назвою «Модранська полька» (чеськ. Modřanská polka). Назва походить від містечка Модрани, розміщеного поблизу Збраслава, оскільки «Збраславська полька» вже існувала. Виступ оркестру відбувся під час танцювальної вечірки чеського товариства «Сокіл». Перший запис на грамофонній платівці від компанії Esta був аранжований для духового оркестру. У 1929 році Вейвода додав до інструментів басову партію, створивши, таким чином, практично остаточну нотну версію. Мелодія сподобалася і незабаром усі духові оркестри в околицях Праги вже грали цю польку. У 1934 році права на музику придбала празька фірма Яна Гоффмана. У тому ж році Вацлав Земан написав слова пісні «Жаль кохання» на мелодію «Модранської польки».
У 1930-х роках пісня швидко стала популярною і за кордоном. У 1934 році німецький поет-пісняр Клаус С. Ріхтер (Klaus S. Richter) написав слова польки німецькою мовою і назвав пісню «Розамунда». З цією назвою у 1936 році її записав німецький акордеоніст Вілл Ґлаге, який у 1938 році виграв золотий диск за продаж понад мільйона грамплатівок з цією піснею. «Розамунду» співала вся Німеччина. Тільки у 1943 році вона поступилася за кількістю продаж пісні «Лілі Марлен».
На англомовному ринку пісня появилася у 1937 році з назвою «Полька пивної бочки» (Beer Barrel Polka). Американці дали їй назву «До справи береться флот» (Here comes the Navy, неофіційний гімн ВМС США). До моменту, коли США вступили у війну в 1941 році, теж було продано понад мільйон грамплатівок. Її виконували знамениті сестри «Ендрюс», оркестр Гленна Міллера та Бенні Гудмена, Біллі Голідей, Френк Сінатра, Боббі Вінтон, Віллі Нельсон та Лучано Паваротті.
Під час Другої світової війни пісню переклали багатьма мовами, вона стала популярною серед солдатів на фронтах. У багатьох країнах ця мелодія стала настільки популярною, що її вважали народною мелодією, забувши про її походження. Наприклад, Ганс-Дітріх Геншер у 1980 році був готовий закла́стися, що «Розамунда» — німецька народна пісня. У 1964 році британський водій автобуса Біллі Джонс гаряче захищав англійське походження пісні під час поїздки своїх співвітчизників до Чехословаччини. І тільки зустріч з Вейводою та ознайомлення з незаперечними доказами відкрили йому справжнє походження пісні. Генерал Двайт Айзенгавер нібито сказав, що пісня Вейводи допомогла союзникам виграти  Другу світову війну (хоч ту саму пісню «Розамунда» співали й переможені німці). У 1995 році ця пісня супроводжувала екіпаж космічного човника Діскавері в космосі, який використовував її як мелодію будильника.
В архівах родини Вейводи, якими спільно керують троє синів, зареєстровано 14 різних назв та 27 текстів пісні різними мовами.
8 січня 2000 року пісню «Жаль кохання» було оголошено Шлягером століття (Hit století) в однойменному конкурсі Чеського радіо.. 
Також існує й український переклад цієї пісні, автор якого досі лишається невідомим. Залишився лише один запис цього варіанту - його виконував Хор українсько-чеського товариства ім. Ф. Ржегожа.

## Текст
| Чеський текст | Український віршований текст |
| --- | --- |
| 1. Kvetou růže, kdo ti za to může, Žadny ti už dneska nepomůže. Kvetou zvadnou, listečki z nich spadnou, Jako slzy moje na tu travu chladnou. Teče voda, dokola se toči, Ty jsi nelitoval modre oči. Ja bych byla pro tebe jen žila, Že mu lasku zklameš, to jsem nemyslila. Refren: Škoda lásky Kterou jsem tobě dala. Ty me oči Dnes bych si vyplakala. Moje mladi Uprchlo tak jako sen. Na všechno mi zbyla jenom, V srdci mem vzpominka jen. 2. Moje slzy, ty mě ale mrzy, Zeš mě chochu nechal takchle brzy. Počkej poznaš až ti tvaře zblednou, Že se nenavrati, co jsi ztratil jednou. Věrnost neni tvoje potešeni, Ty jsi mival radši, co se meni. Bolest moji čas mi jednou zhoji, A ja zapomenu, že jsem byla tvoji. | Квітуть ружі в моєму садочку, На траві холодній пелюсточки. Квітуть ружі листям із росою, Ті лихії сльози мою рошать долю. Плинуть швидко ті роки дівочі, Як вода весною у струмочку. Я для тебе все життя б віддала, Що мене покинеш, думки я не мала. Приспів: Не вернуться Роки мої молоді, Що з кохання Всі їх віддала тобі. Мій час з тобою Лишився мов уві сні, Хай завжди в моєму серці Гріють твої очі й ті дні. |

## «Жаль кохання» в кінематографі
- 1939 — «У цирку» / (At the Circus)
- 1941 — «Познайомтеся з Джоном Доу» / (Meet John Doe)
- 1942 — «Там, де ми служимо»[en] / (In Which We Serve)
- 1943 — «Людська комедія»[en] / (The Human Comedy)
- 1946 — «Серце в полоні»[en] / (The Captive Heart)
- 1946 — «Найкращі роки нашого життя» / (The Best Years of Our Lives)
- 1946 — «Ніч у Касабланці» / (A Night in Casablanca)
- 1959 — «Доля людини» / (Судьба человека)
- 1962 — «Найдовший день» / (The Longest Day)
- 1964 — «Атентат»[cs] / (Atentát)
- 1968 — «Небесні вершники»[cs] / (Nebeští jezdci)
- 1972—1983 — «Польовий шпиталь» / (M*A*S*H)
- 1985 — «Очікуючи на карету»[es] / (Esperando la carroza)
- 1991 — «Загальна школа»[cs] / (Obecná škola)
- 2005 — «Фантастична четвірка» / (Fantastic Four)